# Simpson (Saskatchewan)
Simpson es un pueblo canadiense situado en la provincia de Saskatchewan.

## Superficie
Simpson tiene una superficie de 1,57 km².

## Demografía
En 2021, tenía 131 habitantes, una densidad poblacional de 83,2 hab./km², y 83 viviendas.